# Olmo al Brembo
Olmo al Brembo [ˈolmo alˈbrɛmbo] (L'Ulem [ˈlulɛm] in dialetto bergamasco) è un comune italiano di 458 abitanti della provincia di Bergamo in Lombardia. Situato nell'alta Val Brembana, si trova circa 31 chilometri a nord-ovest del capoluogo orobico. Il comune fa parte della Comunità Montana della Valle Brembana.

## Storia
Il primo documento che attesta l'esistenza del paese risale all'anno 1194, quando si cita il borgo di Olmo in un atto riguardante un'investitura. Recenti studi indicano comunque che i primi insediamenti fossero antecedenti all'XI secolo. Il toponimo deriva certamente da Ulmus, ovvero la pianta di olmo, particolarmente presente sul territorio in quei tempi.
Posto sul territorio del Sacro Romano Impero, fu ceduto da Carlo Magno ai monaci dell'abbazia di Tours. Successive permute ed investiture videro le zone passare sotto il comando della famiglia dei Della Torre.
Questi avevano il predominio anche sulla vicina Valsassina, sede del feudo, che di conseguenza divenne il centro di riferimento per il paese di Olmo e gran parte della valle. Successivamente il comando passò alla famiglia dei Visconti, che concesse statuti speciali, sgravi fiscali ed una grande autonomia.
L'arrivo della dominazione veneta confermò i privilegi precedentemente accordati e favorì i traffici commerciali, già floridi grazie alla presenza della Via Mercatorum, arteria dei traffici con la vicina Val Seriana. La Serenissima costruì una nuova strada, la Via Priula, che collegava direttamente il capoluogo Bergamo con il canton Grigioni, nell'attuale Valtellina. A tal riguardo era presente, in località Malpasso, una dogana che serviva per i trasportatori che scendevano dal Passo di San Marco, che fu in funzione fino al termine del XIX secolo.
In questi secoli si venne a creare nel paese una società detta Società degli Originari, nella quale erano raggruppate tutte le famiglie residenti da più tempo nel borgo. Questo al fine di tutelare i propri interessi nei confronti dei "forestieri", ovvero coloro che, provenendo da altre zone, acquistavano terreni sul suolo comunale. Con questa associazione queste famiglie volevano mantenere i privilegi su terre passate ad altri, come la raccolta del legname, il taglio del fieno ed il pascolo degli animali.
Nel 1863, appena dopo l'unità d'Italia, il paese assunse la definitiva denominazione di Olmo al Brembo.

### Citazione
Lo stemma e il gonfalone sono stati concessi con decreto del presidente della Repubblica del 26 luglio 1960.
Il gonfalone è un drappo partito di bianco e di azzurro.

## Monumenti e luoghi d'interesse
Particolare rilievo riveste il santuario della Madonna dei Campelli. Risalente al XVII secolo, venne edificato per ricordare un episodio miracoloso che vide per protagonista un viandante che, invocando il nome della Madonna, venne salvato da una caduta in un precipizio, dopo essere stato disarcionato dal proprio cavallo. Il protagonista della vicenda fece dipingere un'immagine della Vergine su una pietra, attorno alla quale venne eretto successivamente il santuario.
Anche la chiesa parrocchiale presenta opere di rilievo, tra cui vanno menzionate quelle di Gian Paolo Cavagna, di Francesco Zucco e di Elia Ajolfi. Edificata nel XV secolo e ampliata successivamente, è dedicata a sant'Antonio abate.
Un piccolo cenno lo merita anche la piccola cappelletta dedicata a San Rocco, edificata come ringraziamento al termine dell'epidemia peste di manzoniana memoria, e il piccolo oratorio di Sant'Antonio di Padova nella frazione di Cigadola. la seicentesca chiesa di San Pietro Martire è  ubicata nella frazione di Cugno basso e la Chiesa di San Francesco d'Assisi presso la frazione di Malpasso.
Infine molto caratteristico è il borgo storico: le stradine con portici e contrade, risentono ancora dell'influenza dell'architettura veneta.

## Società

### Evoluzione demografica
Abitanti censiti

## Amministrazione
| Periodo        | Periodo        | Primo cittadino      | Partito                         | Carica  | Note |
| -------------- | -------------- | -------------------- | ------------------------------- | ------- | ---- |
| 23 aprile 1995 | 12 giugno 1999 | Fausto Bruno Gardi   | Lista civica                    | Sindaco |      |
| 13 giugno 1999 | 11 giugno 2004 | Carmelo Maria Goglio | Lista civica                    | Sindaco |      |
| 12 giugno 2004 | 7 giugno 2009  | Carmelo Maria Goglio | Lista civica                    | Sindaco |      |
| 8 giugno 2009  | 24 maggio 2014 | Sergio Amboni        | Lista civica - Insieme per Olmo | Sindaco |      |
| 25 maggio 2014 | 25 maggio 2019 | Carmelo Maria Goglio | Lista civica - Insieme per Olmo | Sindaco |      |
| 26 maggio 2019 | in carica      | Carmelo Maria Goglio | Lista civica - Insieme per Olmo | Sindaco |      |